# Noriko Senge
Noriko Senge (jap. 千家 典子 Senge Noriko; ur. 22 lipca 1988 w Tokio) – była japońska księżniczka, średnia córka księcia Norihito i jego żony, księżnej Hisako. Należy do japońskiej rodziny cesarskiej Takamado. Zanim opuściła rodzinę cesarską, nosiła tytuł Księżniczki Noriko (jap. 典子女王 Noriko-joō). Jest krewną w linii pobocznej drugiego stopnia 126. cesarza Naruhito. Jej symbolem jest Orchidea (jap. 蘭 Ran).

## Życiorys

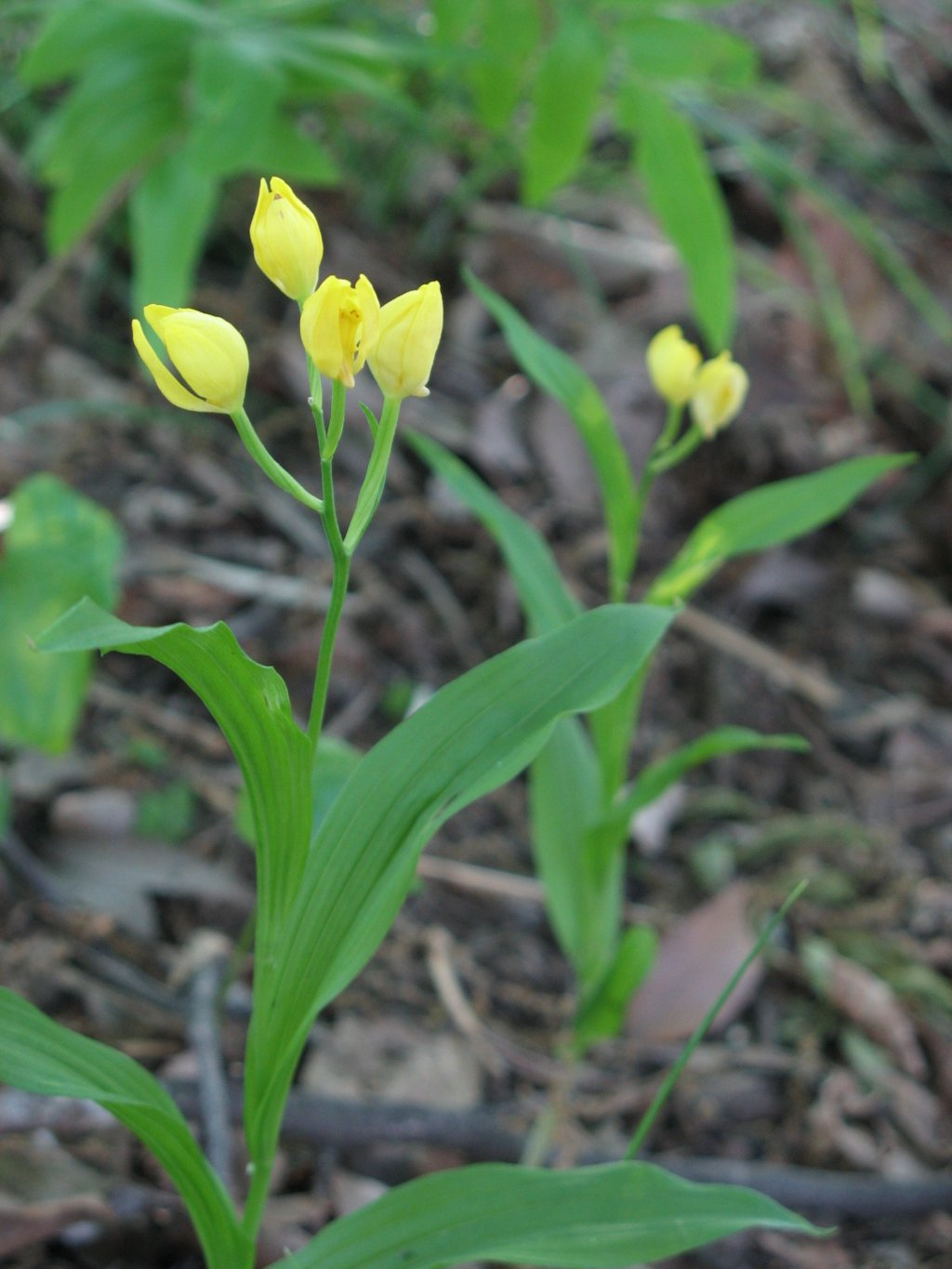
Orchidea – symbol księżniczki Noriko

Urodziła się 22 lipca 1988 roku w szpitalu w Minato, Tokio jako druga z córek księcia Norihito i księżnej Hisako. Ma dwie siostry starszą Tsuguko i młodszą Ayako.
Ukończyła studia na Wydziale Psychologii Uniwersytetu Gakushūin.
27 maja 2014 roku księżniczka Noriko obwieściła swe zaręczyny z Kunimaro Senge. Księżniczka Noriko i Kunimaro Senge poznali się w 2007 roku. Para pobrała się 5 października 2014 roku w świątyni Izumo-taisha, której naczelnym kapłanem jest Kunimaro.
Po ślubie Noriko utraciła tytuł księżniczki i opuściła rodzinę cesarską, przyjmując nazwisko męża.

## Genealogia
| Księżniczki Noriko (Noriko Senge) | Ojciec: Książę Akishino (Fumihito) | Dziadek: Książę Mikasa     | Pradziadek: Cesarz Taishō              |
| Księżniczki Noriko (Noriko Senge) | Ojciec: Książę Akishino (Fumihito) | Dziadek: Książę Mikasa     | Prababcia: Cesarzowa Teimei            |
| Księżniczki Noriko (Noriko Senge) | Ojciec: Książę Akishino (Fumihito) | Babcia: Księżniczka Mikasa | Pradziadek: Masanari Takagi            |
| Księżniczki Noriko (Noriko Senge) | Ojciec: Książę Akishino (Fumihito) | Babcia: Księżniczka Mikasa | Prababcia: Kuniko Takagi               |
| Księżniczki Noriko (Noriko Senge) | Matka: Księżniczka Hisako          | Dziadek: Shigejiro Tottori | Pradziadek: Tamesaburō Tottori         |
| Księżniczki Noriko (Noriko Senge) | Matka: Księżniczka Hisako          | Dziadek: Shigejiro Tottori | Prababcia: Hisashi (Hisayoshi) Tottori |
| Księżniczki Noriko (Noriko Senge) | Matka: Księżniczka Hisako          | Babcia: Fumiko Tomoda      | Pradziadek: Jirō Tomoda                |
| Księżniczki Noriko (Noriko Senge) | Matka: Księżniczka Hisako          | Babcia: Fumiko Tomoda      | Prababcia: Moriko Tomoda               |